# Тюхтій Томмі
«Тюхтій Томмі» (англ. Tommy Boy) — американська комедія 1995 року режисера Пітера Сігала з Крісом Фарлі і Девідом Спейдом в головних ролях.

## Сюжет
Після семи років навчання в коледжі Томас «Томмі» Каллахан повертається до рідного міста, де його батько керує сімейним бізнесом Callahan Auto. «Великий Том» повідомляє сину, що планує одружитися з Беверлі Берріш-Бернс і що її син Пол стане новим зведеним братом Томмі. Під час весілля Великий Том раптово вмирає від серцевого нападу. Після похорону Великого Тома виникають сумніви в майбутньому компанії. Її планує викупити Рей Залінські, власник та оператор іншої компанії з виробництва автозапчастин. Томмі пропонує передати свої успадковані акції та будинок банку, якщо він підтримає продаж гальмівних колодок. Банк приймає це, але ставить умову: компанія має довести свою життєздатність, продавши 500 000 гальмівних колодок. Томмі вирушає в торговий тур країною разом із помічником свого батька Річардом Гайденом.

## У ролях
| Актор         | Роль                             |
| ------------- | -------------------------------- |
| Кріс Фарлі    | Томас «Томмі» Каллахан III       |
| Девід Спейд   | Річард Гайден                    |
| Бо Дерек      | Беверлі Беріш-Бернс Каллахан     |
| Браян Деннегі | Томас «Великий Том» Каллахан мл. |
| Джулі Ворнер  | Мішель Брок                      |
| Ден Екройд    | Рей Залінські                    |
| Шон Макканн   | Френк Ріттенгауер                |
| Зак Греньє    | Тед Рейлі                        |
| Роб Лоу       | Пол Беріш                        |

## Сприйняття
Загальні касові збори фільму склали 32,7 мільйона доларів.
Кріс Фарлі був номінований на кінопремію MTV Movie & TV Awards за найкраще комедійне виконання.